# Wick
Wick (en gaèlic escocès: Inbhir Ùige) és una localitat i un burgh del nord del consell unitari dels Highland a Escòcia. Històricament, és un dels dos municipis escocesos del districte de Caithness, dels quals Wick va ser la capital. La ciutat està travessada pel riu Wick i s'estén a banda i banda de la badia Wick. D'acord amb l'Oficina del Registre General d'Escòcia, Wick tenia 7.333 en el cens de l'any 2001.
Wick està a la carretera A99-A9 que enllaça John o' Groats amb el sud de Gran Bretanya. A més, compta amb la línia de ferrocarril Far North Line que uneix Wick amb el sud de Gran Bretanya i amb Thurso, l'altre burg de Caithness. L'aeroport de Wick es troba als afores, al nord del poble. L'aeroport té 3 pistes, de les quals dues són utilitzables i l'altra està abandonada.